# Helen Caldicott
Pour les articles homonymes, voir Caldicott.
Helen Caldicott est une médecin et militante anti-nucléaire australienne, née à Melbourne le 7 août 1938.

## Biographie
Après avoir obtenu son diplôme de médecine à l'université d'Adélaïde (Australie), Helen Caldicott rejoint l'hôpital pour enfants d'Adélaïde, puis le quitte en 1977 pour celui de Boston (USA) et enseigne la pédiatrie de 1977 à 1978 à la Harvard Medical School. Elle abandonne sa carrière médicale dès 1980 pour se consacrer au mouvement anti-nucléaire.
Elle accède à la notoriété en 1982, grâce à sa participation au documentaire canadien Si cette planète vous tient à cœur (If you love this planet). Caldicott y accuse alors la Hershey Foods Corporation de distribuer des aliments contaminés par du strontium 90 à la suite de l'accident de la centrale nucléaire de Three Mile Island. Selon Caldicott, le strontium 90 absorbé par les végétaux est ensuite ingéré par les vaches, produisant ainsi le lait contaminé qu'utilisait la société Hershey.
En 1982, elle fonde également l'association Women’s Action for Nuclear Disarmament (WAND, mouvement des femmes pour le désarmement nucléaire), ensuite renommé Women’s Action for New Directions (WAND, mouvement des femmes pour des orientations nouvelles), un groupe visant à réduire l'utilisation de l'énergie nucléaire.
Helen Caldicott participa activement au sein du groupe Physicians for Social Responsibility de 1977 à 1986, une organisation regroupant 23 000 médecins désirant informer la population des risques de l'énergie nucléaire. Elle travailla à travers le monde à la création de groupes similaires. L'un d'entre eux, l'International Physicians for the Prevention of Nuclear War (groupe international des médecins pour la prévention de la guerre nucléaire) a été récompensé par le prix Nobel de la paix en 1985.
En 1990, elle se lance en politique et brigue le siège de député de la circonscription de Richmond (Australie). Malgré son échec, elle tente en 1991 d'entrer au Sénat Australien avec le soutien du parti démocrate australien pour le poste de sénateur de Nouvelle-Galles du Sud. Cependant, un cacique du parti lui est préféré.
Une de ses enquêtes est sélectionnée par Project Censored (organisme d'enquête universitaire) en 1990. Citant les recherches des scientifiques soviétiques Valery Burdakov et Vyacheslav Fiin, Caldicott affirme que le programme de la navette spatiale de la NASA détruit la couche d'ozone. Un total de 300 vols seraient suffisants pour "détruire complètement la couche d'ozone qui protège la Terre". Il n'y a cependant pas de preuve scientifique.
En 1995, Helen Caldicott retourne aux États-Unis où elle enseigne la politique internationale et l'environnement à la New School of Social Research on the Media (New York). Elle anime également une émission de radio hebdomadaire sur WBAI et devient présidente fondatrice de la fondation STAR (Standing for Truth About Radiation).

Son sixième livre, The New Nuclear Danger : George W. Bush’s Military Industrial Complex est publié en 2001. Elle crée le Nuclear Policy Research Institute, dont le siège est à Washington (USA). L'objectif du NPRI est de pousser les grands médias à informer sur les dangers du nucléaire, de créer un consensus populaire autour d'un arrêt nécessaire des programmes nucléaires civil et militaire.
Le film documentaire Helen's War: portrait of a dissident (2004) est une immersion dans la vie de Helen Caldicott, filmée à travers les yeux de sa nièce, la réalisatrice Anna Broinowski.
Helen Caldicott partage son temps entre les États-Unis et l'Australie, elle continue ses conférences afin de donner son avis sur le nucléaire. Elle a été récompensée par 19 doctorats honoraires, nommée pour le prix Nobel de la paix, récompensée du prix Lannan Foundation pour sa liberté culturelle en 2003, l'Organisation Pacifique Australienne la récompensa avec le premier Australian Peace Prize « for her longstanding commitment to raising awareness about the medical and environmental hazards of the nuclear age » en 2006. Le Smithsonian Institution a nommé Caldicott comme l'une des femmes les plus influentes du XXe siècle.
En mai 2003, Helen Caldicott donne une conférence sur « la nouvelle menace nucléaire » à l'université de San Diego aux États-Unis.

## Distinctions
- Prix Thomas-Merton 1979
- Docteure honoris causa remis par la Faculté des arts et des sciences de l’Université de Montréal, pour souligner ses connaissances scientifiques et ses expériences médicales permettant notamment de mettre en lumière les conséquences potentiellement désastreuses de l’énergie nucléaire, 2009

## Ouvrages
- Nuclear Madness (1979)
- Missile Envy (1984)
- If You Love This Planet: A Plan to Heal the Earth (1992 et 2009)
- A Desperate Passion: An Autobiography (1996)
- Metal of Dishonor: How Depleted Uranium Penetrates Steel, Radiates People and Contaminates the Environment, Publisher: International Action Center, (1997)  (ISBN 0-9656916-0-8)
- The New Nuclear Danger: George W. Bush’s Military Industrial Complex (2001 et 2004).
- Nuclear Power Is Not the Answer to Global Warming or Anything Else (2006)
- War in Heaven: The Arms Race in Outer Space (avec Craig Eisendrath) (2006)

## Filmographie
- 1980 : Eight Minutes to Midnight: A Portrait of Dr. Helen Caldicott, nommé à l'Oscar du meilleur film documentaire
- 1982 :  Si cette planète vous tient à cœur, documentaire récompensé aux Oscars